# Шванфельд
Шванфельд (нім. Schwanfeld) — громада в Німеччині, розташована в землі Баварія. Підпорядковується адміністративному округу Нижня Франконія. Входить до складу району Швайнфурт. Центр об'єднання громад Шванфельд.
Площа — 12,00 км2. Населення становить 1786 ос. (станом на 31 грудня 2020).